# De temporum fine comœdia

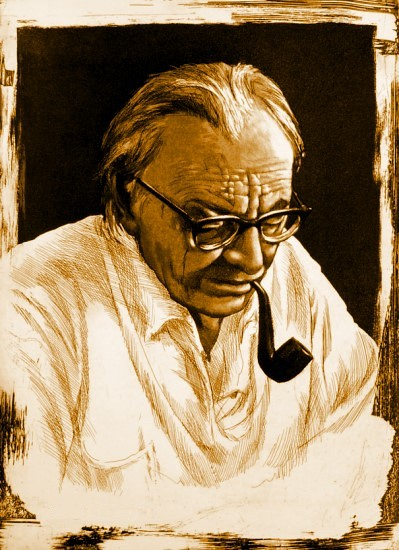
Carl Orff

De temporum fine comœdia (La comedia del fin de los tiempos) es una ópera-oratorio con música de Carl Orff. Se trata de su última gran obra y de la que llevó al máximo sus búsquedas sobre el ritmo coral, la estructura percusiva y la oposición entre polifonía, homofonía y antifonía. 
La obra se estrenó en 1973 en el festival de Salzburgo por Herbert von Karajan, con un aerópago de solistas de renombre (con Christa Ludwig y Josef Greindl). No se interpreta más que raramente, en relación con la complejidad de su escritura, de la pesadez de sus exigencias en términos de efectivo, y del carácter poco gratificante de su música extremadamente violenta, pero repetitiva. Destacan sin embargo, por oposición y tanto mejor, dos momentos sublimes: la triple llamada de Satán «Pater, peccavi» («Padre, he pecado») puntuado por las escansiones de trompeta en sordina, y el canon final para altos.
En 1977, el compositor reelaboró la obra, pero esta nueva versión quedó desconocida. Es una obra de Orff poco representada. En las estadísticas de Operabase aparece con sólo una representación en el período 2005-2010.